# Waraka ibn Nawfal
Waraka (o Waraqah) ibn Nawfal ibn Asad ibn Abd-al-Uzza ibn Qusayy Al-Qurashi (árabe ورقه بن نوفل بن أسد بن عبد العزّى بن قصي القرشي) era un primo hermano paterno de Jadiya, la primera esposa del profeta islámico Mahoma.
Waraka y Jadiya eran también primos lejanos de Mahoma: su abuelo paterno Asad ibn Abd-al-Uzza era nieto del tatarabuelo materno de Mahoma Qusai ibn Kilab. Waraka era hijo de Nawfal b. Asad b. ʿAbd al-ʿUzzā b. Ḳuṣayy, y de Hind bt. Abī Kat̲h̲īr. También fue propuesto Waraka como esposo para Jadiya pero el matrimonio no llegó a celebrarse.
Waraka era sacerdote nestoriano y es reverenciado en la tradición islámica como uno de los primeros hanif en creer en la profecía de Mahoma. A pesar de creer en un único Dios, y seguir las escrituras y enseñanzas de las minorías locales cristianas, los musulmanes creen que Waraka era sencillamente un monoteísta imitando la fe y enseñanzas de los antepasados Ibrahim e Ismail. Él nunca se refirió a sí mismo como cristiano o similar; meramente seguía el camino correcto al Dios único. Los hanifs son en la tradición islámica los que seguían el camino correcto antes del islam, creyendo en el único Dios cierto, la religión de Ibrahim y sus descendientes.

## Vida
Waraka estudió la biblia con judíos y cristianos y leyó una traducción al árabe del Nuevo Testamento. También "escribió el Nuevo Testamento en árabe", pero no está claro si esto significa que lo tradujo del griego o si simplemente escribió la traducción de otro para tener su propia copia.
Se dice que en 576 Waraka encontró un niño perdido de cinco años que vagaba por La Meca. Era Mahoma, y Waraka le regresó a su abuelo Abdul Muttalib en la Kaaba.
Una día caluroso Waraka pasó por un valle abierto, donde Umayyah ibn Khalaf mantenía a su esclavo Bilal tendido con una gran roca sobre el pecho para forzarlo a abjurar de su fe y orar a Al-lāt y Al-‘Uzzá. Bilal insistía, "¡Uno, uno!" refiriéndose a que había sólo un Dios. Waraka le animó, "¡Uno, uno, por Dios, Bilal!" y protestó por el abuso, diciendo a Umayyah y su clan: "Juro por Dios que si le matas de este modo, haré de su tumba un santuario". Umayyah no dio ningún aviso. Ibn Kathir duda de esta narración porque la persecución a los musulmanes sólo empezó varios años después de la muerte de Waraka. También los esclavos capaces eran muy costosos, por ello sería una contrariedad hacer daño a una inversión propia. Aun así, Sprenger señala que Bilal, de origen abisinio, sería probablemente cristiano antes que musulmán, y puede ser posible que Umayyah le acosara por esta razón antes de 610. En este caso, la historia de Waraka ayudando a un correligionario probablemente pueda ser cierta.
Aisha también dijo:
"El Profeta regresó a Jadiya mientras su corazón latía rápidamente. Ella le llevó a Waraqa ibn Naufal quién era un cristiano converso y solía leer el Evangelio en árabe. Waraqa preguntó [al Profeta], "¿Qué ves?" Cuando se lo dijo, Waraqa dijo, "Ese es el mismo ángel que Alá envió a[l Profeta] Moisés. Si vivo hasta que recibas el Mensaje Divino, te apoyaré fuertemente".
Mientras Mahoma crecía, Waraka aumentaba su conocimiento de las escrituras. Varios años más tarde, cuando Mahoma dijo haber recibido la primera revelación (la cual se entiende es la Sura 96:1-5), Waraka reconoció su llamada como auténtica. La tradición afirma que Waraka dijo: "Le ha llegado la mayor Ley que le vino a Moisés; seguramente él es el profeta de este pueblo". Otra narración de Aisha detalla:
"Jadiya entonces le acompañó hasta su primo Waraqa bin Naufal bin Asad bin 'Abdul 'Uzza, quién, durante la época preislámica se convirtió en cristiano y solía escribir las escrituras con letras hebreas. Escribía del Evangelio en hebreo tanto como Dios deseaba que escribiera. Era un hombre viejo y había perdido la vista. Jadiya dijo a Waraqa, "Escucha la historia de tu sobrino, ¡Oh mi primo!" Waraqa preguntó, "¡Oh mi sobrino! ¿Qué dices haber visto?". El profeta de Dios describió todo lo que había visto. Waraqa dijo, "Este es el mismo que mantiene los secretos que Alá había enviado a Moisés [el ángel Gabriel ]. Ojalá fuera joven y pudiera vivir hasta el tiempo en que tu gente te echará fuera". El profeta de Dios preguntó, "¿Me echarán fuera?". Waraqa respondió afirmativamente y dijo, "Cualquiera [hombre] que vino con algo similar a lo que has traído fue tratado con hostilidad; y si debo permanecer vivo hasta el día en que serás echado entonces te apoyaré fuertemente". Pero a los pocos días Waraqa murió y la Inspiración Divina también se detuvo por un tiempo".
Se dice que Mahoma dijo sobre Waraka: "No calumnies a Waraka ibn Nawfal, pues he visto que tendrá uno o dos jardines en el Paraíso". En un hadiz, Jadiya dice a Mahoma que Waraka "creía en ti, pero murió antes de vuestro advenimiento". Mahoma añadió: "Le vi en un sueño, y sobre él había ropas blancas. Si estuviera entre los habitantes del Fuego [el Infierno, que para los musulmanes también aguarda a los incrédulos e infieles] entonces habría vestido otras ropas."